# Onthophagus obtutus
Onthophagus obtutus là một loài bọ cánh cứng trong họ Bọ hung (Scarabaeidae).